# Достык (Актюбинская область)
Достык (каз. Достық, до 2016 года — Веренка) — село в Мартукском районе Актюбинской области Казахстана. Входит в состав Аккудыкского сельского округа. Код КАТО — 154655200.

## Население
В 1999 году население села составляло 589 человек (303 мужчины и 286 женщин). По данным переписи 2009 года, в селе проживало 479 человек (239 мужчин и 240 женщин).